# Bo Van der Werf
Bo Van der Werf (15 januari 1969) is een Belgische muzikant die best bekend is als baritonsaxofonist. Hij speelt tevens basklarinet. Hij is de broer van bassist Otti Van der Werf.
Van der Werf studeerde af aan het Conservatorium van Amsterdam. Nadat hij afstudeerde richtte hij de band Octurn op waarvan hij nog steeds bandleider is, en was hij tevens mede-oprichter van het Brussels Jazz Orchestra. Daarnaast speelde hij onder meer bij Mâäk, Lidlboj, Bram De Looze's Septych, Dragons (een kwintet van de Franse saxofoniste Alexandra Grimal) en het Sylvain Cathala Septet.
Van der Werf maakte tevens de documentairefilm Satyajit Ray negatives.
- Bibliothèque nationale de France: cb16612671w (data)
- International Standard Name Identifier: 0000 0003 8135 710X
- MusicBrainz: 26c97bfb-4b5e-45d6-88d3-02d772479838
- Système universitaire de documentation: 160163110
- Virtual International Authority File: 260604401